# Chalivoy-Milon
Chalivoy-Milon è un comune francese di 469 abitanti situato nel dipartimento del Cher, nella regione del Centro-Valle della Loira.

## Società

### Evoluzione demografica
Abitanti censiti